# بریستول (ورمانت)
بریستول (به انگلیسی: Bristol) یک منطقهٔ مسکونی در ایالات متحده آمریکا است که در شهرستان آدیسون، ورمانت واقع شده‌است. بریستول ۱۰۹٫۲ کیلومتر مربع مساحت و ۳٬۷۸۲ نفر جمعیت دارد و ۱۵۹ متر بالاتر از سطح دریا واقع شده‌است.